# Капан-Бониту-ду-Сул
Капан-Бониту-ду-Сул (порт. Capão Bonito do Sul)  —  муниципалитет в Бразилии. входит в штат Риу-Гранди-ду-Сул. Составная часть мезорегиона Северо-восток штата Риу-Гранди-ду-Сул. Входит в экономико-статистический  микрорегион Вакария, который входит в Северо-восток штата Риу-Гранди-ду-Сул. Население составляет 1983 человека на 2006 год. Занимает площадь 527,069 км². Плотность населения — 3,8 чел./км².

## Статистика
- Валовой внутренний продукт на 2003 составляет 43.931.338,00 реалов (данные: Бразильский институт географии и статистики).
- Валовой внутренний продукт на душу населения на 2003 составляет 22.505,81 реалов (данные: Бразильский институт географии и статистики).